# Rawstudio
Rawstudio — це автономний програмний додаток для читання та маніпулювання зображеннями у форматі необробленого зображення з цифрових камер. Він призначений для швидкої роботи з великим об'ємом зображень, на відміну від подібних інструментів, таких як UFRaw, які призначені для роботи над одним зображенням за один раз.
Rawstudio читає необроблені зображення за допомогою dcraw та підтримує управління кольором за допомогою LittleCMS, щоб дозволити користувачу застосовувати кольорові профілі (див. управління кольорами Linux).
Rawstudio підтримує практично всі різноманітні формати від усіх виробників цифрових фотоапаратів, завдяки широкій підтримці камери Dcraw.
Rawstudio використовує набір інструментів інтерфейсу користувача GTK +.
Rawstudio більше не доступний в Debian через залежність від застарілих бібліотек, остання версія Debian, для якої вона доступна, - "Wheezy".

## Виноски
1. ↑  Debian -- Details of package rawstudio in wheezy. Архів оригіналу за 9 листопада 2019. Процитовано 6 листопада 2017.